# ZOMBIEPOWDER.
『ZOMBIEPOWDER.』（ゾンビパウダー）は、久保帯人による日本の漫画作品。『週刊少年ジャンプ』（集英社）にて1999年34号から2000年11号まで連載された。死者を蘇らせる粉末・ゾンビパウダーを巡るアクション作品。

## あらすじ
死者を蘇らせ生者を不死にする粉末「ゾンビパウダー」の元となる「死者の指輪」を求め、芥火ガンマは荒野を旅する。

## 登場人物

### 主要人物
芥火ガンマ / 芥火完真（あくたび がんま）
本作の主人公。通称「黒腕の死神」。22歳。死者の指輪を探して放浪している。S0級犯罪者で、賞金額は9億6千万ニート。銀色の長髪に銀色のコートを纏い、右腕に銃弾や砲弾を弾くための黒い鎧を直接打ち込んでいる。チェーンソー風の機構を備えた大剣を武器にし、剣術「火輪斬術」を使う。粗暴であるが、女と子供には甘い。
ジョン・エルウッド・シェパード
13歳の少年。姉・シェリルの治療費を稼ぐため、自分たちの店を潰した武装窃盗集団の下でスリを働いていた。射殺された姉をゾンビパウダーで生き返らせるため、ガンマに同行する。ナイフ投げで戦う。姉の身の回りの世話をしていたため、家事ができて金銭感覚もしっかりしている。食べ物の好き嫌いは全くない。
C.T.スミス
ガンマの相棒。スーツ姿で帽子を被り、アタッシュケースを持ち歩いている。眼鏡をかけているが、数百メートル先のガンマの銃創の数を的確に判断できるほど、視力は常人離れしている。両利き。二丁拳銃で戦う。性格は飄々としている。好きな言葉はDカップ。
作者によると、イギリスの銀行員をイメージして描いていたという。
ウルフギャンギーナ・ララ・ジェット
通称「ウルフィーナ」。18歳の少女。2年弱で68件のスクープを発掘し、23組織を潰したジャーナリスト。死者の指輪に侵蝕されて昏睡している弟・エミリオを治すために金を集めている。自分の目で確認しない限り、相手を悪と認めない。境遇が似ているエルウッドに対しては馴れ馴れしく接している。バストサイズはHカップ。

### 犯罪者

#### アッシュ・ドウター強盗団
レーンウォーター・キャルダー
アッシュ・ドウター強盗団のリーダーで、「スピンボーイ」と呼ばれている。外見は少年であるが、実際には、3倍に濃縮した成長因子操作薬（フェニキサミン）を摂取し続けることで若さを保っている老人。薬を摂取せずに若いまま生き続けるため、ゾンビパウダーを求めている。小型ジェットを仕込んだ剣「ジェットリッパー」を自在に操る。ガンマと戦い、敗死する。
コアン・ジョナサン・バックリィ
アッシュ・ドウター強盗団の東地区幹部。報告せずにガンマを連れ帰ったうえ、逃がしてしまい、キャルダーに処刑される。
バークス&ベルナルド・デカルロ
「金庫番（ヴォールトウォッチ）ブラザーズ」と呼ばれ、キャルダーの金庫を守っている。ガンマに見逃される。

#### バルムンク・サーカス団
バラーニュ・ビノワ・バルトルイユ・バルムンク
「魔術師（ミスティック）」の異名を持つマジシャン。A0級犯罪者。シルクハットを被り、スーツ姿で髭を生やしている。サーカス団を引き連れて世界中を遊び歩いている。刺激のない人生は死と同義であるという価値観の持ち主であり、刺激を得ることだけを目的に死者の指輪を集めている。ガンマに殺されかけた過去があり、その当時の階級のままガンマを倒すため、A0級犯罪者にとどまっている。
アマンティーヌ
バルムンクが自らの右腕を元に創造した巨人で、バルムンクは「至高魔術の結晶」と述べている。3歳。女性。

ミッジ“ザ・マルチチュード”ファルゾン / ミラン・ジェラルド・ファルゾン
バルムンク・サーカス団副団長。28歳。かつて大陸中に名を轟かせた殺し屋。投げたナイフの軌道を曲げて、指定した標的に命中させることができる。スミスの本名を知っていたようであるが、言おうとした瞬間に頭を撃たれ、死亡する。
ファルゾン・シスターズ#1～15
ミッジと共同生活を送る15人の妹たち。ナイフの的が描かれた服を着ている。全員が同じ顔と同じスタイルであるため、左目の上に刻まれた番号以外では見分けることができない。

“パイロマニア”パウンダー / リクリス・パウンダー・レッシャー
バルムンク・サーカス団No.3。26歳。火吹き芸人。体中にオイルが詰まったカプセルを着けている。サーカス団の中では1、2を争う常識人。子供好きで、部下の面倒見がよい。副団長のファルゾンを嫌っている。エルウッドに敗れるが、見逃される。バルムンク逃亡後、ルカとビクターを引き連れて撤退した。
ガンマたちの中に子供がいると知り、唯一交戦を反対した男だったと作者は述べている。
シャカブーン
バルムンク・サーカス団No.4。自称23歳。身長291センチメートル、体重355キログラムという巨漢の白塗り女。魔術列車の全権を握っており、駆動機の付いた靴で相手を踏みつけるのが主な攻撃手段。バルムンクに惚れている。
ギッフル・“ザ・グレイト・アンデッド・ボックス” / ロバート・ギッフル
バルムンク・サーカス団に所属するA0級犯罪者。42歳。「一太刀の傷も受けずに1000を越す人間を斬殺してきた」剣士。偉大なる不死の匣を自称している。
作者によると、「劇中最高の短命を誇る可哀想な箱おじさん」。コミックスのおまけページでは箱から出た姿が描かれた。
ルカ＝ルカ
バルムンク・サーカス団の軽業師。12歳。一見すると少年のようだが、実際は貧乳少女である。将来の夢はパウンダーのお嫁さんになること。
ビクター・ムーゲン
バルムンク・サーカス団のバランス・ジャグラー。ルカ＝ルカの相方。無口。サーカス団一、温厚で博識。本編で名前は言及されなかった。

### ジェミニ研究所
ナズナ・ジェミニ
ジェミニ研究所所長。数多くの国家的犯罪に関与し、それら全てをガンマに転嫁している。趣味・特技ともに手術。手術以外のことには散漫な興味しか持っておらず、マイブームが頻繁に変わる。死者の指輪の摘出手術ができる。
エンジェル・ベル・ローズ・クーニー
真っ白な肌と深いブルーの瞳、蜂蜜色のブロンドを持つ、自称天才美少女サイキッカー。11歳。7歳のときにガンマと出会い、ガンマを慕い続けている。クライクミア州サンタフェリカ出身。2歳のときに元ミス・クライクミアの母が失踪し、無名画家の父は現在、3年2か月にわたる未成年者に対する監禁・暴行の罪で投獄されている。
ウルリカ・ウィスマール
ナズナの身辺の世話を一手に引き受ける研究所のメイド。24歳。ジェミニ研究所特別戦闘部隊・ジェミニフォース隊長。黒髪に濃紺の瞳を持つ。非常に無口。チョコレートアレルギー。
ジェラルディーン・ティッキー
研究所のメイド。21歳。ジェミニフォース副官。ジェミニ研究所武術指導および兵装管理を担当している。ペイルカラーのブロンドにセピアがかったブルーの瞳を持ち、大阪弁で話す。
リッピー / リサ・ピンクダイアモンド
研究所のメイド。本名はダニエル・セバスチャン・ヴァーデック。26歳。ジェミニ研究所ではマシン・エンジニアを担当している。スキンヘッドにカラフルなウィッグを被った、褐色肌の巨漢。趣味は菓子作りと指立て伏せ。身長199センチメートル、体重116キログラム。
タシャ・フォーケル
研究所のメイド。本名はアナスタシア・フォーケル。22歳。ジェミニ研究所の生体管理担当。栗色の髪に黒い瞳を持つ。エロ本の収集が趣味。パオと相部屋。
チェン・パオ
研究所のメイド。17歳。経理・清掃・調理を担当する。髪は赤毛。正義感が強く、マジメで勉強熱心である。

### その他
シェリル・アン・シェパード
エルウッドの姉。心臓病に冒されており、身体が弱い。自宅に押し入った武装窃盗集団に射殺される。
エミリオ・ルーファス・ジェット
ウルフィーナの弟。16歳。8歳のとき、古木の幹に埋まっていた死者の指輪を取ろうとした際に侵蝕され、昏睡状態にある。

## 用語
ゾンビパウダー
死者を甦らせ生者を不死にする粉末。世界中に散らばる12個の死者の指輪を集めて生成される。
死者の指輪
ゾンビパウダーの生成に必要な指輪。12個存在する。常に「生」に飢えており、指輪に触れた人間に侵食して生命力を奪い続ける。指輪に侵蝕されると、外見的には眠っているような状態になるが、指輪を摘出しない限り永遠に目覚めることはない。
火輪斬術
東の国で紅染百式と並び称される殺人剣。2000年を超える剣史の中で、習得できたのはわずか15人と言われている。これを収めた者は「斬術士」とよばれ、斬術士たちは黒い炎をまとって戦う。平均習得年数は32年であるが、ガンマは4年でマスターした。

## 作風
西部劇を思わせる世界を舞台に、「生と死」をテーマにした戦いが描かれる。『創刊50周年記念 週刊少年ジャンプ展VOL.2 公式図録』（2018年、集英社）では、本作の特徴として「スタイリッシュな絵と描写」が挙げられている。
本作では機械的な構造を備えた武器やキャラクターの個性を活かした戦法など、少年漫画らしい破天荒なバトルシーンが勢いと迫力のあるタッチによって描かれている。

## 社会的評価
マグミクスのライター・田中泉は、洗練された世界観や個性的な台詞回し、かわいらしい女性キャラクターなど、久保ならではの作風がこの時期から既に見られると評している。田中によれば、作品は打ち切りとなったものの、未回収の伏線が残されているため、復活を望む声も多いという。

## 企画
2019年3月19日から6月17日まで六本木ヒルズ森アーツセンターギャラリーにて開催された展覧会「創刊50周年記念 週刊少年ジャンプ展VOL.2－1990年代、発行部数653万部の衝撃－」では、本作の原画を展示するコーナーが設けられた。

## 書誌情報
- 久保帯人 『ZOMBIEPOWDER.』 集英社〈ジャンプ・コミックス〉、全4巻
  1. 「D.I.B.A. [Death In a Black Arm]」2000年2月7日第1刷発行、ISBN 4-08-872828-9
  2. 「Can't Kiss The Ring (Of The Dead.)」2000年4月9日第1刷発行、ISBN 4-08-872852-1 - 「ULTRA UNHOLY HEARTED MACHINE」併録。
  3. 「Pierce Me Standing〈In The Firegarden〉」2000年6月7日第1刷発行、ISBN 4-08-872877-7 - 「刻魔師 麗」併録。
  4. 「Walk This Nameless Way/Like a ZOMBIE/」2000年8月9日第1刷発行、ISBN 4-08-872897-1 - 「BAD SHIELD UNITED」併録。